# Lektro
Lektro ist eine von dem Zeichner und Maler Reiner Zimnik erfundene Zeichenfigur, die in den 1950er und 60er Jahren in Deutschland äußerst populär war. Die moderne Märchenfigur, die multimedial vermarktet wurde, kann als „kauzig-hintergründiges Brillenmännchen“ beschrieben werden.

## Ursprung
In den 50er Jahren war Lektro, zunächst nur eine Nebenfigur des Kunstmärchens Der Kran (1956) des jungen Künstlers Reiner Zimnik, durch eine Fernsehsendung von Der Kran als Zeichengeschichte, einer Vorform des Zeichentrickfilms, erstmals einem breiteren Publikum bekannt geworden. Die Sendung war Produkt einer umfangreichen Zusammenarbeit Zimniks, der zu der Zeit noch Kunststudent war, mit Münchener Freunden: dem damaligen Nachrichtensprecher Joachim Fuchsberger und den Brüdern Kurt Wilhelm und Rolf Alexander Wilhelm, die ebenfalls noch am Beginn ihrer Karrieren bei Rundfunk und Film standen.
Anlass der kreativen Kooperation war, so will es jedenfalls der Covertext einer späteren Lektro-Schallplatte wissen, dass man beschloss „gemeinsam etwas […] in die Welt zu setzen“ – „heiter“, „satirisch“ und „nicht ohne Poesie“, weil man in München eben nicht immer nur Bier trinken kann.

## Beschreibung

### Aussehen
Die Zeichenfigur Lektro hat Zimnik als ein mit einer äußerst reduzierten Anzahl an Strichen dargestelltes kleines Männchen mit Dienstmütze, Nickelbrille und Dienstanzug in stilisierter Einfachheit angelegt.

### Sonstige Merkmale
Die Figur ist von hintergründiger Kauzigkeit. Das Vorwort einer Sammelausgabe der Droemerschen Verlagsanstalt beschreibt Lektro als
„ein typisches Produkt (seiner) Zeit: In allen politischen Systemen zu Hause, verheddert er sich ohne Unterlass in den Netzen der modernen Gesellschaftsordnung“.
Lektro-Geschichten thematisieren die Probleme des Menschen in einer zunehmend technisierten und institutionalisierten Lebenswelt. Lektro eckt an, kämpft „mit einfältiger Hartnäckigkeit“ um „ein letztes Restchen Eigenleben“. Sein ständiges Scheitern ist dabei nur scheinbar tragisch, da Lektro ungebrochen in der Lage bleibt, das kleine Glück im Alltag zu sehen und zu achten.

## Lektro im…

### …Fernsehen
Zuerst taucht Lektro als Freund des Kranführers und „der beste Elektromobilfahrer weit und breit“ in Der Kran, der zweiten Zeichengeschichtensendung Zimniks und seiner Freunde überhaupt, auf.
Aufgrund einer positiven Zuschauerresonanz auf die Figur des Lektro wurden weitere Geschichten, jetzt mit Lektro als Titelheld, entwickelt: man ließ Lektro unzufrieden mit seiner Tätigkeit werden und sich in verschiedensten anderen Berufen vom Straßenkehrer bis zum Komponisten verdingen, stets jedoch Dienstmütze und Dienstanzug des Elektromobilfahrers beibehaltend. So entstand nach und nach eine ganze Serie von Sendefolgen um den Kauz Lektro.
Lektro wird zu einer äußerst beliebten Sendung des deutschen Fernsehens, hat ein Millionenpublikum und erhält Zuschauerpost von Kindern wie Erwachsenen. Doch auch die in den 50er/60er Jahren jährlich durchgeführten Kritikerumfragen sehen Lektros Sendungen immer wieder auf den vorderen Plätzen.

### …Buch
Nach der Fernsehsendung wurde Der Kran ebenso als Buch äußerst erfolgreich und in den Folgejahren in weitere Sprachen übersetzt auch international bekannt.
Als erster Band mit Lektro-Geschichten gilt jedoch erst Geschichten vom Lektro (1962) DNB 455824762, der bebildert die nach Der Kran entstandenen Zeichengeschichten des Fernsehens sammelt. Mit Neue Geschichten vom Lektro erschien 1964 DNB 455824770 ein zweiter Band.
Als eigenständige Veröffentlichungen einzelner Geschichten erscheinen noch Lektro und die Feuerwehr (1964) und Lektro und der Eiskönig (1965).
Hiernach folgen zahlreiche Wiederauflagen, die letzte deutsche 1990; die letzte Neuveröffentlichung aller Lektro-Geschichten erschien mit Lektro (2000) und Altri bei pensieri di Lektro (2000) in italienischer Sprache.

### …Hörbuch
Eine Schallplatte, die im Februar 1973 nach langer Zeit die vier Freunde und „Eltern“ Lektros Zimnik, Fuchsberger, Kurt und Rolf Wilhelm, deren Karrieren sich nach dem frühen Erfolg mit den Zeichengeschichten unterschiedlich weiterentwickelt hatten, wieder zusammenführte, u. a. für die Einrichtung der Geschichte Von einer 350-Jahr-Feier und einer kleinen Melodie, welche verloren ging als Schallplattenfassung unter dem Titel Lektro: Die verschwundene Melodie entstand im Polydor Studio München: Fuchsberger übernahm wieder den Part des Sprechers, Rolf Wilhelm schrieb die Musik, Kurt Wilhelm führte Regie, und Zimnik zeichnete die Geschichte abermals für das Plattencover.
Unter dem Titel Jonas der Angler (2000) ist diese Aufnahme heute wieder als Hörbuch im Handel.